# Ein Sommernachtstraum (1983)
Ein Sommernachtstraum (Originaltitel: Sogno di una notte d'estate) ist ein italienischer Rockmusical-Film, der die Shakespearsche Komödie gleichen Titels als Handlungsgrundlage hat. Gabriele Salvatores inszenierte den Film, der 1984 auch in deutschen Kinos lief, 1983 u. a. mit Gianna Nannini, die von der sonst eher ablehnenden Kritik positiv vermerkt wurde.

## Handlung
Theseus und Ippolita, ein Paar der Mittelklasse, hält sich in einem schönen Haus in der Lombardei auf, um seine Hochzeit vorzubereiten. Auch vier weitere Junge Leute – Lysander, Demetrius, Erminia und Elena – gehören zur Gesellschaft; alle sind sich in wechselnden Konstellationen gewogen oder böse. In einem Ferienhaus in der Nähe proben eine Gruppe von Leuten das Stück von Pyramus und Thisbe, das als Geschenk für die Eheleute aufgeführt werden soll. In den Hotels der Gegend wohnen Elfen und andere mythische Figuren des Waldes und der Legenden, darunter Oberon und Titania, die nachts lebendig werden und die Menschen in märchenhafte Fantasien entführen, worin der Liebeszauberer Puck Mühe hat, alle Gefühle unter Kontrolle zu halten. Am Ende werden zwar die beiden Männer Demetrius und Lysander ein Paar; doch eine Doppelhochzeit rettet die bürgerliche Fassade.

## Kritik
Der Fischer Film Almanach vermerkte 1985 bissig: „Shakespeares unsterbliches Schauspiel wird auch diese uninspirierte Version überleben.“ Das Lexikon des internationalen Films schrieb: „Das Traumspiel […] gerät in der symbolisch überfrachteten und trotz technischen Aufwands eher phantasielosen, theaterhaften Inszenierung zum filmischen "Albtraum".“ Die einheimische Kritik würdigte den Film als ersten italienischen Versuch einer Rockoper, sah aber auch die völlige Kreativität bis an den Rande des Absurden und des Bizarren, die zickig und manieriert sei. Von der Mischung aus Rezitativen, Gesang, Ballett, Ausstattung, Schauspiel, Dokumentarschnipseln und Traumbildern bliebe nichts haften.

## Bemerkungen
Der Film basiert auf dem im Teatro dell'Elfo 1981/1982 aufgeführten Stück und wurde bei den Filmfestspielen in Venedig erstmals gezeigt.